# Geelgroene mollisia
De geelgroene mollisia (Mollisia ventosa) is een schimmel uit de familie Mollisiaceae. Hij leeft saprotroof op dode stammen, stronken en takken van diverse loofbomen, met name Els (Alnus) en Fagus'.

## Kenmerken
Apothecia (vruchtlichamen) zijn crème of geel van kleur. Hymenium geelachtig tot okerkleurig grijs. Het buitenoppervlak en de rand is bruinachtig. De rand is 0,5-1,5 mm breed. De ascosporen zijn langwerpig of elliptisch, soms gebogen, glad, hyaliene en 1-2 tot 3 maal gesepteerd en hebben een meten 11-16-(19) × 2,5-3,5-(4) µm. De asci zijn 8-sporig en meten 105-120 × 5,5-6 µm. De parafysen draadvormig, cilindrisch, gesepteerd en gevorkt aan de basis, ongeveer 1,5 µm breed.

## Verspreiding
De geelgroene molissia komt in Nederland zeldzaam voor.